# Néstor Araujo
Néstor Alejandro Araujo Razo (* 29. August 1991 in Guadalajara, Jalisco) ist ein mexikanischer Fußballspieler, der meistens in der Abwehr und gelegentlich im defensiven Mittelfeld agiert.

## Laufbahn

### Verein
Araujo begann seine Profikarriere in der Saison 2010/11 beim CD Cruz Azul, bei dem er bis zur Saison 2012/13 unter Vertrag stand und rechtzeitig vor seinem Wechsel zu Santos Laguna in der Clausura 2013 noch den mexikanischen Fußballpokalwettbewerb gewann.
Mit seinem neuen Verein gewann er in der Clausura 2015 die mexikanische Fußballmeisterschaft und anschließend auch den 2015 wieder ausgetragenen Supercup.
Im Sommer 2018 wechselte er nach Spanien zu Celta Vigo. Nach vier Jahren in Europa kehrte er nach Mexiko zurück und schloss sich Club América an.

### Nationalmannschaft
Im Jahr 2011 gehörte er sowohl zum Kader der mexikanischen Auswahl, die bei der U-20-Fußball-Weltmeisterschaft 2011 den dritten Platz belegte, als auch zum Aufgebot der in den Jahren 2011 und 2012 überaus erfolgreichen mexikanischen U-23-Nationalmannschaft, mit der er das olympische Fußballturnier 2012 gewann. Darüber hinaus wurde er 2011 zum ersten Mal in die mexikanische A-Nationalmannschaft berufen und gehörte zum mexikanischen Kader bei der Copa América 2011, wo er im ersten Spiel der Mexikaner den Führungstreffer gegen Chile erzielte. Doch am Ende schied Mexiko ohne einen Punktgewinn bereits nach der Vorrunde aus. Während Araujo bei der nächsten Copa América 2015 unberücksichtigt blieb, gehörte er erneut zum mexikanischen Kader bei der Copa América 2016.

## Erfolge

### Verein
- Mexikanischer Meister: Clausura 2015, Clausura 2018
- Mexikanischer Pokalsieger: Clausura 2015
- Mexikanischer Supercup: 2015

### Nationalmannschaft
- Olympiasieger: 2012
- CONCACAF Gold Cup: 2019